# Moustapha Mahamat Adji
 (janvier 2012).
Si vous disposez d'ouvrages ou d'articles de référence ou si vous connaissez des sites web de qualité traitant du thème abordé ici, merci de compléter l'article en donnant les références utiles à sa vérifiabilité et en les liant à la section « Notes et références ».
Moustapha Mahamat Adji (né en 1956 à Liwa au Tchad) est un homme politique tchadien.

## Biographie
Originaire de la région du Lac Tchad, il y a été administrateur civil au début des années 1980 avant d’entamer une longue carrière politique qui l'achemine à l'assemblée nationale du Tchad en tant que député de la sous-préfecture de Liwa de 1997-2002, puis de 2002-2011.
Il est actuellement membre du bureau politique du parti au pouvoir le Mouvement patriotique du Salut (MPS).